# Roland Resch (Rennfahrer)

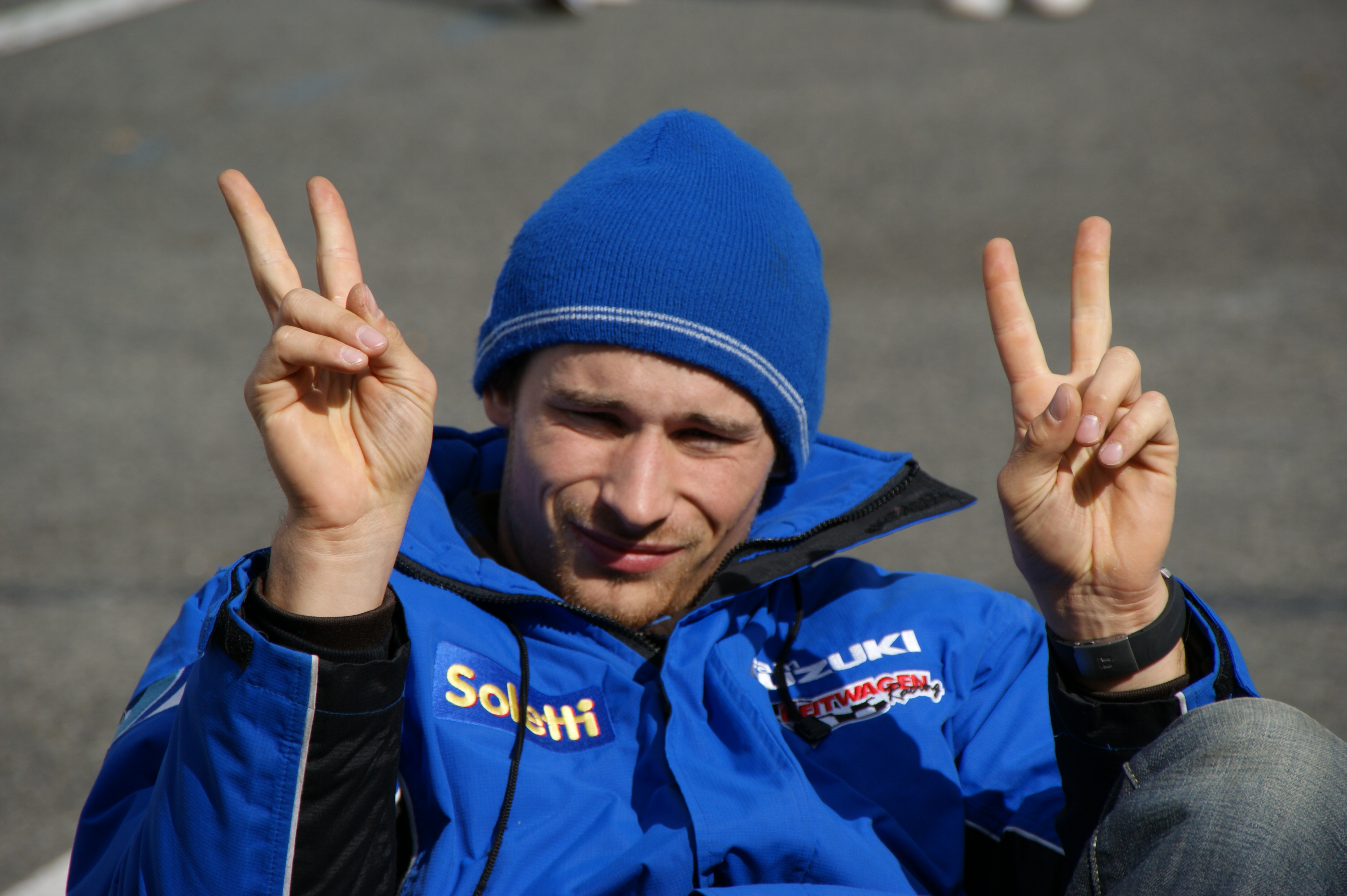
Roland Resch

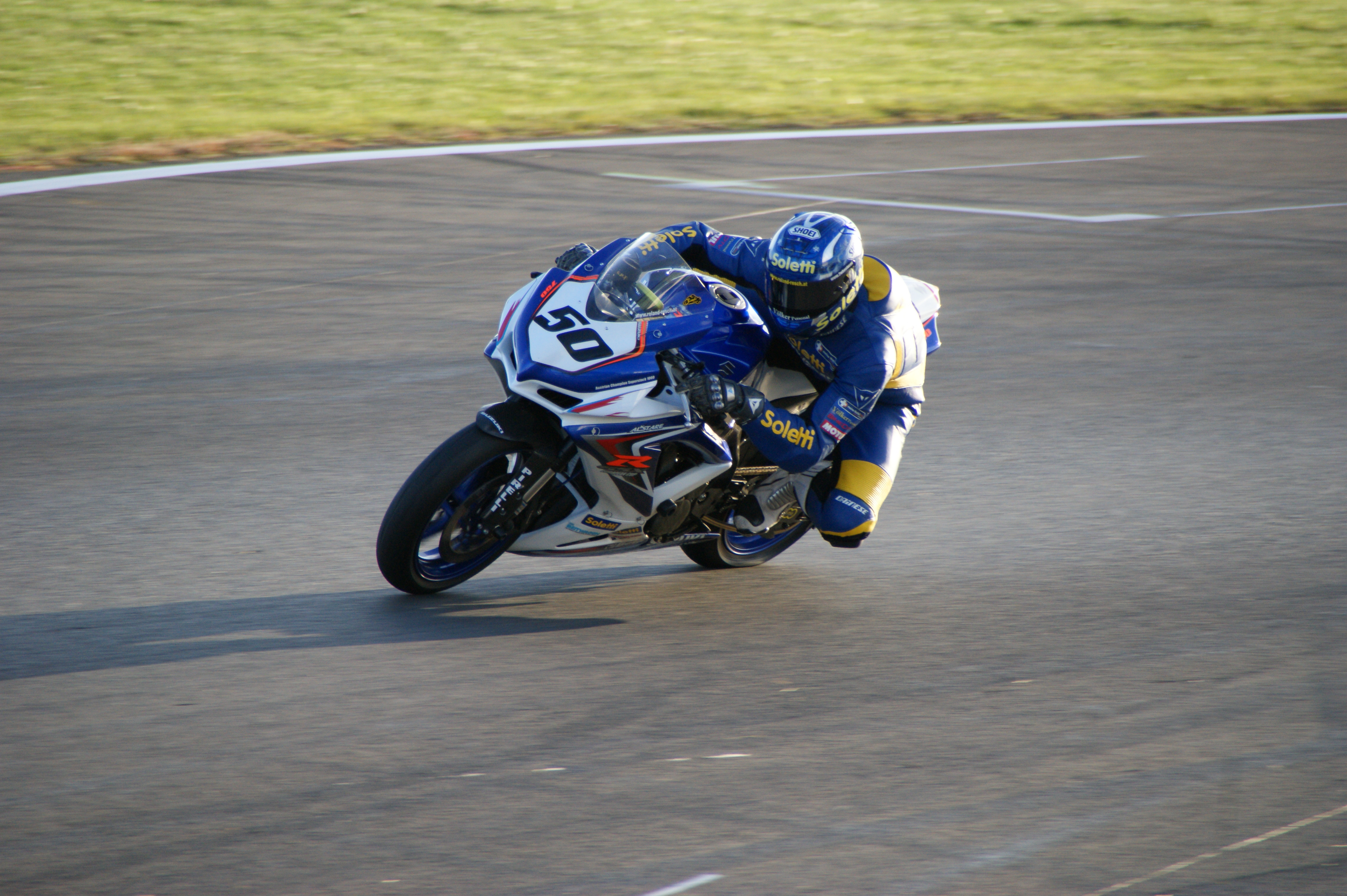
Resch beim Saisonfinale 2008 in Magny-Cours

Roland Resch (* 8. Dezember 1984) ist ein österreichischer Motorradrennfahrer.

## Leben
2002 startete Roland Resch im Supermoto und gewann den KTM Red Bull Cookies Cup mit neun Siegen in allen neun Rennen. 2003 gewann er beim ersten Start in der deutschen Supermoto Meisterschaft einen Lauf in der Klasse bis 450 cm³. Dazu belegte er am Ende der Österreichischen Meisterschaft nach einigen Laufsiegen in der 450-cm³-Klasse den sechsten Gesamtrang. Nach der Dominanz beim ersten Training 2004 verletzte sich Resch schwer am Knie. Nach sechs Monaten Pause und Rehabilitation gab er zum letzten Rennen sein Comeback und er siegte beim Finallauf der Supermoto-ÖM in der Klasse bis 450 cm³.
Roland Resch errang 2005 je einen Tagessieg in der Supermoto-ÖM in den Klassen S1 (offen) und S2 (450 cm³) und belegte am Ende der Saison die Gesamtränge drei und elf (S1/S2). Mit insgesamt vier Rennsiegen holte sich Roland Resch 2006 den Österreichischen Staatsmeistertitel in der am stärksten besetzten Supermoto-Rennklasse S2 mit 450ccm. Zusätzlich startete er in der offenen Rennklasse S1 und holte dort zwei Tagessiege und den dritten Gesamtrang.
2007 wechselte er in den Straßenrennsport und startete im GSX-R European Cup auf einer Suzuki GSX-R 750. Am Ende der Saison belegte Resch Platz vier bei dieser im Rahmen der Superbike-Weltmeisterschaft ausgetragenen internationalen Rennserie.
Nach nur 18 Monaten Straßenmotorraderfahrung dominiert Roland international und holt sich in seinem 2. Jahr den Europameistertitel im Suzuki GSX-R European Cup 2008. Neben seinem Fokus auf den GSX-R Cup innerhalb der WSBK startet Roland Resch so oft wie möglich in der österreichischen SST1000 Staatsmeisterschaft. Auf seiner 750ccm Trainings-Suzuki tritt er dort gegen voll präparierte 1000ccm Motorräder an. Er fährt 4 von 6 Rennen und holt sich auch hier den Meistertitel. Er startete außerdem beim 24-Stunden-Rennen Bol d’Or auf der Rennstrecke von Magny-Cours in Frankreich.
Im Dezember 2008 unterschrieb Roland Resch beim Schweizer Team TKR Suzuki Switzerland, für das er in der Saison 2009 in der Superbike-Weltmeisterschaft auf Suzuki GSX-R 1000 K9 antrat. Die Saison verlief durchwachsen: dem Team gelang es nicht, ein konkurrenzfähiges Motorrad zu stellen und die Maschine mit elektronischen Fahrhilfen wie Wheelie- oder Traktionskontrolle auszustatten. An den vier Überseerennen konnte aus Material- bzw. Geldmangel nicht teilgenommen werden. Resch erzielte keine WM-Punkte.
Für die Saison 2010 stellte der Reitwagen-Herausgeber Andreas Werth ein Privatteam in der Superbike-Weltmeisterschaft auf und Resch pilotierte im Team Reitwagen BMW eine BMW S 1000 RR. Teamkollege war der Australier Andrew Pitt. Beim Saisonauftakt auf Philipp Island stürzte Resch aufgrund eines Elektronikdefektes schwer und brach sich das Schlüsselbein. Vor dem dritten Rennwochenende in Valencia war das von Alfred Inzinger geführte Team pleite.
Nach dem WM-Aus gründete Resch 2010 eine Motorrad-Fahrtechnikschule. 2011 startete er auf KTM und Kawasaki in der österreichischen Motorradmeisterschaft im eigenen Privatteam mit seinem Onkel und seinem Cousin als Mechaniker und fuhr zwei Vizemeistertitel ein.
Im Jahr 2012 gründete er sein privates RRRR Suzuki Racingteam und ging damit in der IDM Superbike auf einer Suzuki GSX-R 1000 L2 an den Start. Zwei Jahre lang war er als bester Privatfahrer und bester Suzukifahrer dort stets in den Top 8 zu finden.

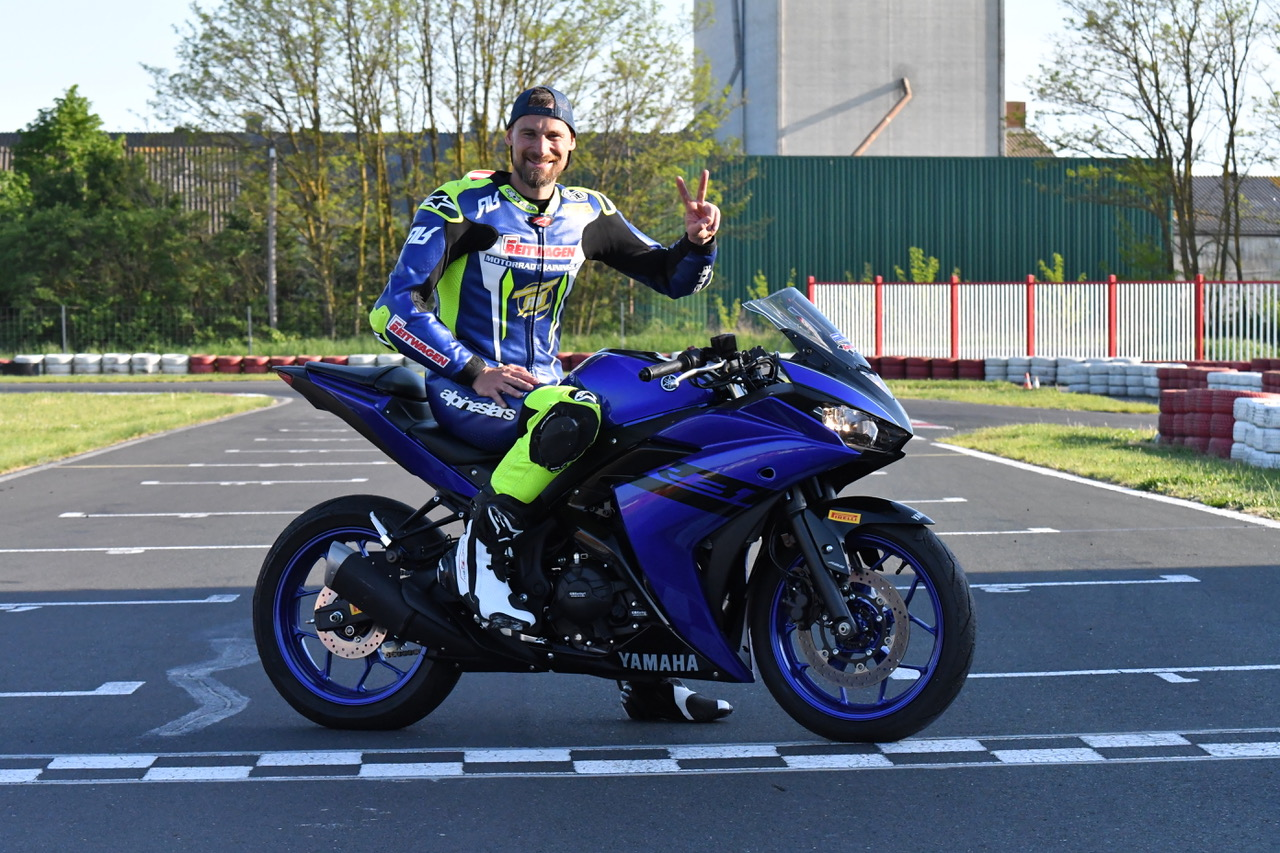
Roland Resch auf einer Yamaha R3 in der Speedarena Rechnitz

2014 wechselte er auf BMW und bestritt mit einer BMW S 1000 RR – weiterhin als Privatteam – die IOEM-Klasse Superbike 1000 und die Alpe Adria Championship. Er feierte einen erneuten Staatsmeistertitel in der SBK 1000 und den Vizemeister-Titel in der Alpe Adria. In der Saison 2015 trat Roland Resch in der zu diesem Zeitpunkt international stark besetzten Alpe Adria Meisterschaft Klasse SBK1000 an und wurde Alpe Adria SBK 1000 Meister sowie Österreichischer Staatsmeister SBK1000.
2016 unterschrieb er einen Vertrag für das Langstreckenteam BMW Motorrad Central and Southeastern Europe und trat in der FIM Endurance World Championship an. 2017 lehnte er eine Vertragsverlängerung ab und stieg aus dem aktiven Rennsport aus. Seitdem konzentriert er sich auf seine Motorrad-Fahrtechnikschule und die Arbeit als Foto-/Videofahrer für verschiedene Hersteller.

## Statistik
| Saison | Kategorie        | Klasse                           | Motorrad                                           | Ergebnis                                                             |
| ------ | ---------------- | -------------------------------- | -------------------------------------------------- | -------------------------------------------------------------------- |
| 2002   | Supermoto        |                                  | KTM                                                | Meistertitel                                                         |
| 2006   | Supermoto        | S1                               | KTM                                                | Staatsmeister                                                        |
| 2007   | Straßenrennsport | European Cup                     | Suzuki GSX-R 750                                   | 4. Gesamtrang                                                        |
| 2008   | Straßenrennsport | European Cup                     | Suzuki GSX-R 750                                   | Europameister                                                        |
| 2008   | Straßenrennsport | ÖM Super Stock 1000              | Suzuki GSX-R 750                                   | Österreichischer Staatsmeister                                       |
| 2009   | Straßenrennsport | Superbike-Weltmeisterschaft      | Suzuki GSX-R 1000, Team TKR Suzuki                 |                                                                      |
| 2010   | Straßenrennsport | Superbike-Weltmeisterschaft      | BMW S 1000 RR, Team Reitwagen BMW                  |                                                                      |
| 2011   | Straßenrennsport | SBK 1000, SST 1000               | Kawasaki, KTM                                      | Vizemeister SST und SBK1000                                          |
| 2012   | Straßenrennsport | IDM Superbike                    | Suzuki GSX-R 1000                                  | 10. Gesamtrang                                                       |
| 2013   | Straßenrennsport | IDM Superbike                    | Suzuki GSX-R 1000, RRRR Suzuki Racing Team         | 12. Gesamtrang                                                       |
| 2014   | Straßenrennsport | Alpe Adria SBK 1000              | BMW S 1000 RR                                      | Österreichischer Staatsmeister SBK1000 und AlpeAdria-Vizemeister     |
| 2015   | Straßenrennsport | Alpe Adria SBK 1000              | BMW S 1000 RR                                      | Österreichischer Staatsmeister SBK1000 und AlpeAdria-SBK1000-Meister |
| 2016   | Straßenrennsport | FIM Endurance World Championship | BMW S 1000 RR, BMW Central and Southeastern Europe | 2× 6. Platz in der SBK-Klasse                                        |

## Verweise